# Tzigane
Tzigane és una obra rapsòdica, escrita el 1924 pel compositor francès Maurice Ravel i encarregada i dedicada a la violinista hongaresa Jelly d'Aranyi, reneboda del gran violinista virtuós Joseph Joachim. L'obra originalment va ser escrita per a violí i luthéal, i va ser interpretada per primer cop el 26 d'abril de 1924 a Londres en mans de la mateixa Jelly d'Aranyi i Henri Gil-Marchex al piano. El mateix títol de l'obra és una traducció del mot hongarès cigány, que significa gitano i que defineix perfectament l'aire d'improvisació gitana que el mateix Ravel va intentar imprimir al llarg de l'obra.
Amb luthéal, Tzigane rebé la primera audició a la sala Gaveau de París el 15 d'octubre del 1924, amb Samuel Dushkin al violí i Beveridge Webster al piano/luthéal. Cal esmentar que Ravel en poc temps va orquestrar la part de piano, estrenant-se la versió per a violí i orquestra a Amsterdam, el 19 d'octubre de 1924, amb l'orquestra Concertgebouw dirigida per Pierre Monteux i amb la participació de també Samuel Dushkin al violí.

## El Luthéal
L'obra va ser pensada per ser interpretada mitjançant un luthéal i no un piano comú. El luthéal és una mena de piano híbrid inventat pel constructor d'òrgans i pianos Georges Cloetens, qui va patentar-lo al registre de patents belgues amb el número 278726 el 28 de gener de 1919 i el va descriure inicialment com a "un mitjà per canviar els sons produïts per qualsevol instrument de corda afectat pel teclat o el dit". Posteriorment l'inventor va fer tres noves entrades al registre de patents amb els números 280282, 292081 i 306002, els quals es corresponen en tres models millorats i perfeccionats. El luthéal no deixa de ser un mecanisme que es pot afegir en qualsevol piano de cua comú, conformat per diversos dispositius metàl·lics que permeten modificar el timbre de les cordes del piano (dos registres nous per a les cordes greus i dos per a les cordes agudes), imitant en certa manera el so del clavicordi, l'arpa o el llaüt, i combinant-los entre si, el címbal, un instrument que es creu que va ser introduït durant el segle xiii pel poble gitano a l'Europa oriental. La partitura original de l'obra conté instruccions referents als canvis de registres que havia de fer l'intèrpret mitjançant aquest mecanisme. El luthéal és un instrument que va caure en desús.

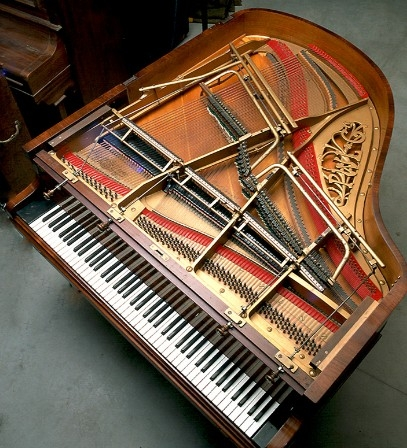
El lutheál i el seu mecanisme

## Desenvolupament de l'obra
L'obra s'inicia amb un solo extens de violí, lent, semblant a una candenza i tot seguit intervé el piano o luthéal (o l'arpa en la seva versió orquestral), que entra amb una petita cadenza romàntica i ens introdueix el cos principal de l'obra. Posteriorment el piano entra amb un tema, una melodia staccato que fa un ús exhaustiu de l'anomenat interval gitano, que generalment sol ser de segona augmentada. Tot seguit esdevé una part de tutti que és trencada per una breu pausa en la qual entra el violí novament, realitzant alguns gestos virtuosístics com el pizzicato amb la mà esquerra. La línia musical s'accelera i es desaccelera fins que finalment aquesta agafa un impuls imparable. L'obra finalitza amb 
tres acords incisius, interpretats al violí fent ús del pizzicato.

## Curiositats
- Un luthéal original va ser descobert en el magatzem del museu del conservatori de Brussel·les i el restaurador i tècnic de pianos Evert Snel el va restaurar. Actualment aquest es pot visitar al museu d'instruments musicals de Brussel·les. Regularment l'instrument surt del museu per ser utilitzat en concerts.
- L'any 1987 el govern francès va encarregar un luthéal per commemorar el cinquantè aniversari de la mort de Maurice Ravel i actualment l'instrument es pot visitar al museu de la música de París.